# 弗拉迪米尔·冯·帕夫洛夫斯基
弗拉迪米尔·冯·帕夫洛夫斯基（Wladimir von Pawlowski，1891年8月29日—1961年）是一位奥地利律师、纳粹政客。他在德奥合并前曾是克恩顿州议员。他也是党卫队成员，证号292801。1939年6月21日，他晋升为党卫队旗隊領袖。他在德奥合并后的1940年4月1日至1941年11月27日間担任克恩顿的大區領導和帝國總督。